# Distrito electoral federal 2 de Coahuila
El II Distrito Electoral Federal de Coahuila es uno de los 300 Distritos Electorales en los que se encuentra dividido el territorio de México y uno de los 8 que se encuentran en el Estado de Coahuila. Está conformado por los municipios de  Castaños,  Cuatro Ciénegas,  Francisco I. Madero, Lamadrid, Múzquiz, Nadadores, Ocampo, Ramos Arizpe, Sacramento,  San Buenaventura,  Sierra Mojada y San Pedro de las Colonias en donde tiene asentada su cabecera.

## Distritaciones anteriores
El II Distrito de Coahuila surgió para la conformación del Congreso Constituyente de 1856, con Miguel Blanco Múzquiz como representante al Constituyente y a la IV Legislatura. Desde el siglo XIX, elige representantes al Congreso de la Unión.

### Distritación 1978 - 1996
En 1978 estableció su cabecera en la ciudad de Torreón, abarcando parte de su zona urbana (compartida con el II Distrito) hasta 1996, cuando fue reubicado en las regiones Laguna y Desierto del Estado de Coahuila de Zaragoza en los municipios de  Cuatro Ciénegas,  Francisco I. Madero, Frontera, Lamadrid, Nadadores, Ocampo, Sacramento, Sierra Mojada y San Pedro de las Colonias, siendo en este último municipio donde ha tenido su cabecera desde entonces.

### Distritación 2005 - 2017
En 2005 se le sumaron los municipios de Múzquiz (que estaba en el I Distrito),  San Buenaventura y San Juan de Sabinas (ambos previamente estaban en el III Distrito).
En 2017 sufrió una redistritación en donde los municipios de Frontera se anexó al III Distrito y San Juan de Sabinas al I Distrito, a su vez  Castaños, Ramos Arizpe y Sacramento se añadieron a este.

## Diputados por el distrito
| Diputado                         | Grupo parlamentario             | Legislatura                | Periodo     |
| -------------------------------- | ------------------------------- | -------------------------- | ----------- |
| Miguel Blanco Múzquiz            | PL                              | Constituyente              | 1856 - 1857 |
| Vacante                          | Vacante                         | I II III                   | 1857 - 1865 |
| Miguel Blanco Múzquiz            |                                 | IV                         | 1867 - 1868 |
| Vacante                          | Vacante                         | V VI VII                   | 1869 - 1875 |
| Serapio Fragoso                  |                                 | VIII                       | 1875 - 1878 |
| Vacante                          | Vacante                         | IX                         | 1878 - 1880 |
| Ignacio García Lozano            | PL                              | X                          | 1880 - 1882 |
| Roque J. Rodríguez               |                                 | XI                         | 1882 - 1884 |
| Arnulfo García                   | PL                              | XII                        | 1884 - 1886 |
| Enrique Baz                      |                                 | XIII                       | 1886 - 1888 |
| Juan S. Galán                    | PL                              | XIV                        | 1888 - 1890 |
| Daniel García                    |                                 | XV XVI                     | 1890 - 1894 |
| Rafael Ramos Arizpe              |                                 | XVII XVIII XIX XX XXI XXII | 1894 - 1906 |
| Vacante                          | Vacante                         | XXIII                      | 1906 - 1908 |
| Alfredo E. Rodríguez             |                                 | XXIV                       | 1908 - 1910 |
| Eliezer Espinosa                 | Partido Nacional Reeleccionista | XXV                        | 1910 - 1912 |
| Gustavo A Madero                 |                                 | XXVI                       | 1912 - 1914 |
| Ernesto Meade Fierro             |                                 | Constituyente              | 1916 - 1917 |
| Vacante                          | Vacante                         | XXVII                      | 1917 - 1918 |
| Gustavo Gámez                    |                                 | XXVIII                     | 1918 - 1920 |
| Aureliano J. Mijares             |                                 | XXIX                       | 1920 - 1922 |
| Adrián Aguirre Benavides         |                                 | XXX                        | 1922 - 1924 |
| Vicente Santos Guajardo          |                                 | XXXI                       | 1924 - 1926 |
| Eduardo C. Loustaunau            |                                 | XXXII XXXIII               | 1926 - 1930 |
| Manuel Mijares V.                |                                 | XXXIV XXXV                 | 1930 - 1934 |
| Gustavo Espinoza Mireles         |                                 | XXXVI                      | 1934 - 1937 |
| Juan Pérez                       |                                 | XXXVII                     | 1937 - 1940 |
| Genaro S. Cervantes              |                                 | XXXVIII                    | 1940 - 1943 |
| Ubaldo Veloz                     |                                 | XXXIX                      | 1943 - 1946 |
| León V. Paredes                  |                                 | XL                         | 1946 - 1949 |
| Juan Magos Borjón                |                                 | XLI                        | 1949 - 1952 |
| José Villarreal Corona           |                                 | XLII                       | 1952 - 1955 |
| Amador Robles Santibañez         |                                 | XLIII                      | 1955 - 1958 |
| Manuel Calderón Salas            |                                 | XLIV                       | 1958 - 1961 |
| Braulio Fernández Aguirre        |                                 | XLV                        | 1961 - 1963 |
| Rodolfo Siller Rodríguez         | 1963 - 1964                     | XLV                        |             |
| Alfonso Reyes Aguilera           |                                 | XLVI                       | 1964 - 1967 |
| Heriberto Ramos González         |                                 | XLVII                      | 1967 - 1970 |
| Luis Horacio Salinas Aguilera    |                                 | XLVIII                     | 1970 - 1973 |
| Francisco Rodríguez Ortiz        |                                 | XLIX                       | 1973 - 1976 |
| Carlos Ortiz Tejeda              |                                 | L                          | 1976 - 1979 |
| Juan Antonio García Villa        |                                 | LI                         | 1979 - 1982 |
| Víctor González Avelar           |                                 | LII                        | 1982 - 1985 |
| Braulio Manuel Fernández Aguirre |                                 | LIII                       | 1985 - 1988 |
| Alicia López de la Torre         |                                 | LIV                        | 1988 - 1991 |
| Francisco José Dávila Rodríguez  |                                 | LV                         | 1991 - 1994 |
| Manlio Fabio Gómez Uranga        |                                 | LVI                        | 1994 - 1997 |
| Javier Guerrero García           |                                 | LVII                       | 1997 - 1999 |
| José Villarreal Navarro          | 1999 - 2000                     | LVII                       |             |
| Jesús de la Rosa Godoy           |                                 | LVIII                      | 2000 - 2003 |
| Jesús Zúñiga Romero              |                                 | LIX                        | 2003 - 2006 |
| Javier Guerrero García           |                                 | LX                         | 2006 - 2009 |
| Hugo Héctor Martínez González    |                                 | LXI                        | 2009 - 2012 |
| José Luis Flores Méndez          |                                 | LXII                       | 2012 - 2015 |
| Ana María Boone Godoy            |                                 | LXIII                      | 2015 - 2018 |
| Javier Borrego Adame             |                                 | LXIV                       | 2018 -      |

## Resultados Electorales

### 2018
|  | 24.8064 % |

|  | 35.1077 % |

|  | 37.3456 % |

|  | 0.0739 % |

|  | 2.6662 % |

|  | 100.00 % |

### 2015
|  | 16.10 % |

|  | 54.94 % |

|  | 5.12 % |

|  | 1.55 % |

|  | 2.35 % |

|  | 6.93 % |

|  | 5.96 % |

|  | 1.96 % |

|  | 1.77 % |

|  | 1.70 % |

|  | 1.64 % |

|  | 1.40 % |

|  | 1.33 % |

|  | 1.15 % |

|  | 1.10 % |

|  | 1.00 % |

|  | 0.02 % |

|  | 3.23 % |

|  | 100.00 % |

### 2012
|  | 34.15 % |

|  | 37.77 % |

|  | 15.31 % |

|  | 2.95 % |

|  | 3.23 % |

|  | 0.03 % |

|  | 6.54 % |

|  | 100.00 % |

### 2009
|  | 17.52 % |

|  | 61.41 % |

|  | 4.97 % |

|  | 2.61 % |

|  | 5.29 % |

|  | 4.94 % |

|  | 0.27 % |

|  | 0.18 % |

|  | 2.79 % |

|  | 100.00 % |